# Charles Duryea
Pour les articles homonymes, voir Duryea.

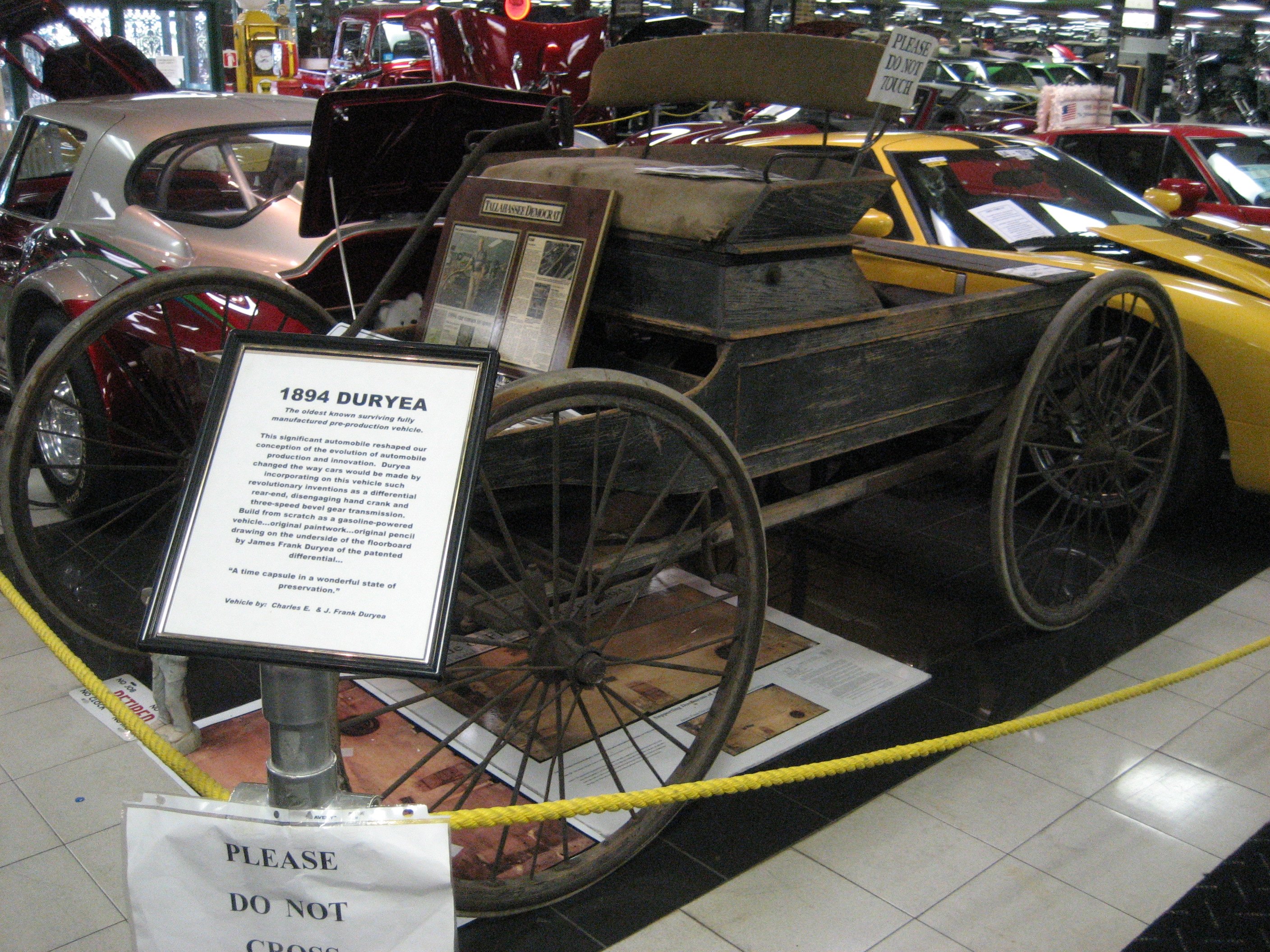
1894 Duryea Automobile au Tallahassee Antique Car Museum.

Charles Edgar Duryea, né le 15 décembre 1861 près de Canton (Illinois) et mort le 28 septembre 1938 à Philadelphie (Pennsylvanie), est un ingénieur américain.
Il est l'ingénieur de la toute première voiture américaine à essence et cofondateur de la Duryea Motor Wagon Company. Il passe la majeure partie de sa vie à travailler à Springfield, Massachusetts. C'est à Springfield que Charles et son frère, Frank, produisent et testent sur route la première voiture à essence américaine.

## Biographie
Charles Edgar Duryea naît le 15 décembre 1861, près de Canton, dans le comté de Fulton dans l'Illinois. Il est le fils de George Washington Duryea et de Louisa Melvina Turner, des fermiers. De Canton, la famille déménage successivement dans des fermes des comtés de Woodford et de Stark, dans l'Illinois, où Charles Duryea grandit avec un penchant pour la mécanique.
Charles et son frère Frank (1869–1967) sont d'abord des fabricants de bicyclettes à Washington, DC, mais ils acquièrent ensuite une renommée mondiale en tant que premiers constructeurs américains de voitures à essence, dont le siège est à Springfield, Massachusetts. De manière générale, Charles est le concepteur des automobiles, tandis que Frank les construisent, les testent et les fait concourir.

### Essais de la première automobile à essence
Le 21 septembre 1893, les frères Duryea testent sur route la toute première automobile américaine fonctionnant à l'essence sur la ferme Howard Bemis à Chicopee dans le Massachusetts. La « motor wagon »  des Duryea était un buggy usagé tiré par des chevaux que les frères avaient acheté pour 70 dollars et dans lequel ils avaient installé un moteur à essence monocylindre de 4 HP. La voiture (buggy) avait une transmission à friction, un carburateur à pulvérisation et un allumage à basse tension. Frank Duryea l'a testé à nouveau le 10 novembre - cette fois dans un endroit bien en vue : devant leur garage au 47 Taylor Street à Springfield. Le lendemain, le journal The Republican en fait état de manière grandiose.
Cette voiture particulière a été mise en dépôt en 1894 et y est restée jusqu'en 1920, date à laquelle elle a été sauvée par un ancien ingénieur de Duryea, Inglis M. Uppercu, et présentée au Musée national des États-Unis.
Charles Duryea a été intronisé à l'Automotive Hall of Fame en 1973,.

### Duryea Motor Wagon Company

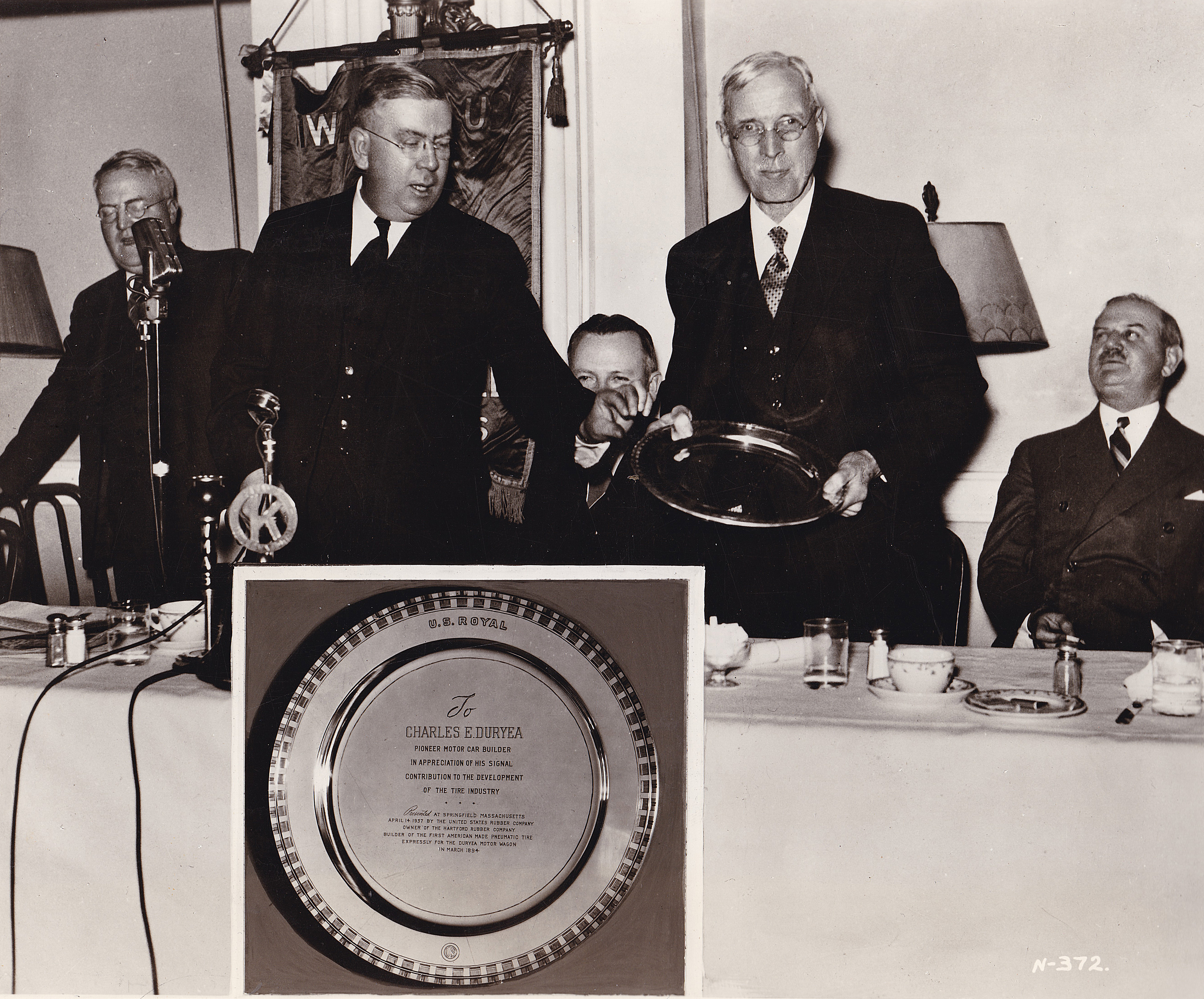
Le maire de Holyoke, William P. Yoerg (centre-gauche), également vendeur de pneus et garagiste, remet un prix à Charles Duryea pour avoir été le premier à utiliser des pneus pneumatiques sur une automobile, lançant ainsi l'industrie américaine du pneu automobile.

Le 28 novembre 1895, à Chicago, leur véhicule, conduit par le frère Frank, remporte la première course automobile américaine. Il est allé jusqu'à Evanston, dans l'Illinois, et est revenu. Le seul autre finisseur est l'une des trois voitures Benz, fabriquées pour la plupart en Allemagne. Après la victoire de Frank, la demande pour la Duryea Motor Wagon augmente. En 1896, les frères Duryea produisent 13 voitures à la main - dans leur garage du 47 Taylor Street - et Duryea devient ainsi le tout premier véhicule produit commercialement, et aussi la plus grande usine automobile des États-Unis. Pour l'histoire de la société et de ses voitures, voir Duryea Motor Wagon Company.
Charles Duryea recherche des investisseurs et des acheteurs tandis que son frère, Frank Duryea, s'occupe principalement de l'aspect mécanique de l'entreprise.
Une voiture Duryea a été impliquée dans le premier accident automobile connu en Amérique. Henry Wells, un automobiliste de New York, percute un cycliste avec sa nouvelle Duryea. Le cycliste a eu une jambe cassée, Wells a passé une nuit en prison et le premier accident de la circulation du pays a été enregistré. En 1913, George Vanderbilt a acheté et conduit une Stevens-Duryea, mais il était l'une des rares personnes aux États-Unis à pouvoir s'en offrir une. Sa Duryea de 1913 est la seule voiture originale de Vanderbilt conservée à son domaine Biltmore.
Duryea a cessé sa fabrication en 1917.
Charles Duryea meurt d'une crise cardiaque à Philadelphie le 28 septembre 1938, et est inhumé au cimetière Ivy Hill, West Oak Lane,.

## Héritage
Le Duryea Hillclimb annuel est nommé en son honneur.